# GY Волос Вероники
GY Волос Вероники (лат. GY Comae Berenices) — одиночная переменная звезда в созвездии Волос Вероники на расстоянии приблизительно 34475 световых лет (около 10570 парсек) от Солнца. Видимая звёздная величина звезды — от +16,1m до +14,8m.

## Характеристики
GY Волос Вероники — жёлто-белая пульсирующая переменная звезда типа RR Лиры (RRAB) спектрального класса F. Эффективная температура — около 6363 K.